# Paiste
Paiste è un'azienda svizzera che produce principalmente piatti da batteria.
È attiva dai primi del Novecento.

## Storia
Fondata dal musicista e compositore estone Michail Toomas Paiste, la Paiste Co. nasce principalmente come una serie di negozi a San Pietroburgo per la riparazione strumenti musicali.
Tornato al suo paese natale, Paiste apre un piccolo negozio nella città di Tallinn. È qui che comincia a progettare e produrre i primi piatti da concerto assieme al figlio, Michail M. Paiste, che presto diverrà direttore di commercio della piccola società nata tra padre e figlio. A pari passo con la crescita dell'azienda e data la domanda del prodotto, il figlio comincia a sviluppare il suo proprio concetto di piatti in stile Svizzero per differenziarsi dai prodotti in importazione da Cina e Giappone; è durante questo periodo che infatti sviluppa i primi gong "made in Switzerland".

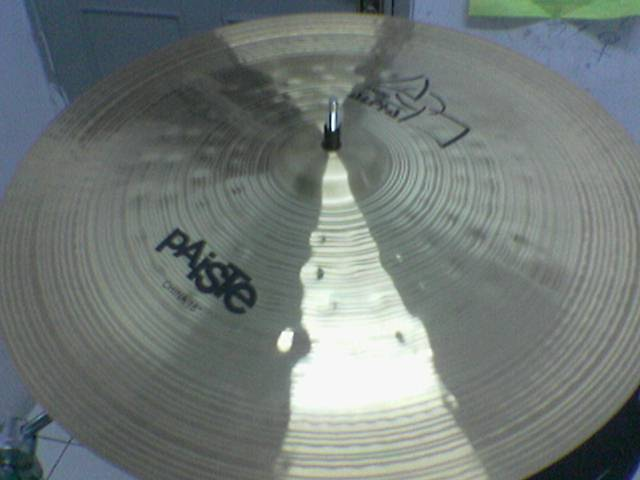
Un piatto Paiste